# Peti András
Peti András (Marosvásárhely, 1977. december 20. –) erdélyi magyar politikus, a Romániai Magyar Demokrata Szövetség (RMDSZ) tagja, Marosvásárhely alpolgármester.

## Életrajz
Az általános iskolát szülővárosában a 20-as számú általános iskolában végezte. A középiskolát a marosvásárhelyi Bolyai Farkas Líceumban végezte, aztán elvégezte a jogot. 
A 2008-as helyhatósági választási kampányban Borbély László polgármesterjelölt kampánycsapatába került, és miután több helyi körzet támogatta jelölését, az RMDSZ előválasztásán megszavazták jelöltnek a városi képviselő testületbe. 2008. júniusától a marosvásárhelyi önkormányzat képviselő-testületi tagja, és a jogi szakbizottság elnöki tisztségét tölti be. 2009-től Kelemen Attila Maros megyei RMDSZ-elnök felkérésére a megyei RMDSZ civil szervezetekkel való kapcsolattartásért felelős ügyvezető alelnöki tisztségét tölti be, 2010-től pedig Borbély László miniszter által vezetett Környezetvédelmi és Erdészeti Minisztériumban tevékenykedett tanácsosként. November 28-án megszületett utolsó gyermeke.
2011-től SZKT-tag a Maros megyei RMDSZ részéről.
2013 februárjától a marosvásárhelyi RMDSZ elnöke.